# 708. Volksgrenadier-Division
Die 708. Volksgrenadier-Division war ein Großkampfverband der deutschen Wehrmacht im Zweiten Weltkrieg.

## Einsatzgeschichte
Die 708. Volksgrenadier-Division ging am 4. September 1944 aus der in der Aufstellung befindlichen 573. Volksgrenadier-Division hervor. 
Der Panzerjäger-Abteilung der Division wurden im Oktober 1944 für eine Neuausrüstung vierzehn Jagdpanzer 38 zugeteilt.
Ihr erster Kampfeinsatz erfolgte am 5. November 1944 im Raum Pistyan (Slowakei) im Rahmen der 19. Armee bei der Heeresgruppe G. 
Am 3. Februar 1945 wurde die Division während der Kämpfe um den sogenannten Brückenkopf Elsass an der Westfront zerschlagen und danach aufgelöst.

## Gliederung
Zum Zeitpunkt der Aufstellung unterstanden der Division folgende Verbände:
- Grenadier-Regiment 728: I.–II. Bataillon (vormals Grenadier-Regiment 1177)
- Grenadier-Regiment 748: I.–II. Bataillon (vormals Grenadier-Regiment 1178)
- Grenadier-Regiment 760: I.–II. Bataillon (vormals Grenadier-Regiment 1179)
- Artillerie-Regiment 658 I.–IV. Abteilung (vormals Artillerie-Regiment 1573)
- Divisionstruppen 708 (vormals Divisionstruppen 1573)
  - Pionier-Bataillon 708
  - Nachrichten-Abteilung 708
  - Versorgungs-Regiment 708

## Umbildung der Regimentsstäbe
Am 14. April 1945 wurde noch bestehenden Regimentsstäbe umgebildet.
- Regimentsstab Grenadier-Regiment 728 in den Regimentsstab des Grenadier-Regiments 240 106. Infanterie-Division
- II. und III. Abteilung Artillerie-Regiment 658 in die I. und II. Abteilung des Artillerie-Regiments 352
- Stab Pionier-Bataillon 708 in den Stab des Pionier-Bataillons 719 719. Infanterie-Division

## Kommandeure
| Dienstgrad   | Name              | Datum                                 |
| ------------ | ----------------- | ------------------------------------- |
| Generalmajor | Josef Krieger     | 15. September bis 15. November 1944   |
| Generalmajor | Wilhelm Bleckwenn | 15. November 1944 bis 3. Februar 1945 |